# Kilia (ramię Dunaju)
Kilia (ukr. Кілійське гирло Kilijśke hyrło, rum. Brațul Chilia) – główne ramię delty Dunaju, na granicy Ukrainy i Rumunii. Ma 116 km długości, a jej szerokość waha się od 0,6 km do 1,2 km. Niesie (w zależności od źródła) od około 60% do około 68% wód Dunaju.
Główne miasta nad Kilią: Izmaił, Kilia.

Rozrost delty Dunaju od czasów antycznych

Inne ujściowe ramiona Dunaju to Brațul Sulina i Święty Jerzy.